# マルクト・ベロルツハイム
マルクト・ベロルツハイム（ドイツ語: Markt Berolzheim、地元では「ベーハイム」(B-Heim) と呼ばれている。1970年代までは「ベルルツァ (Berlza)」であった）は、ドイツ連邦共和国バイエルン州ミッテルフランケン行政管区のヴァイセンブルク＝グンツェンハウゼン郡に属す市場町である。

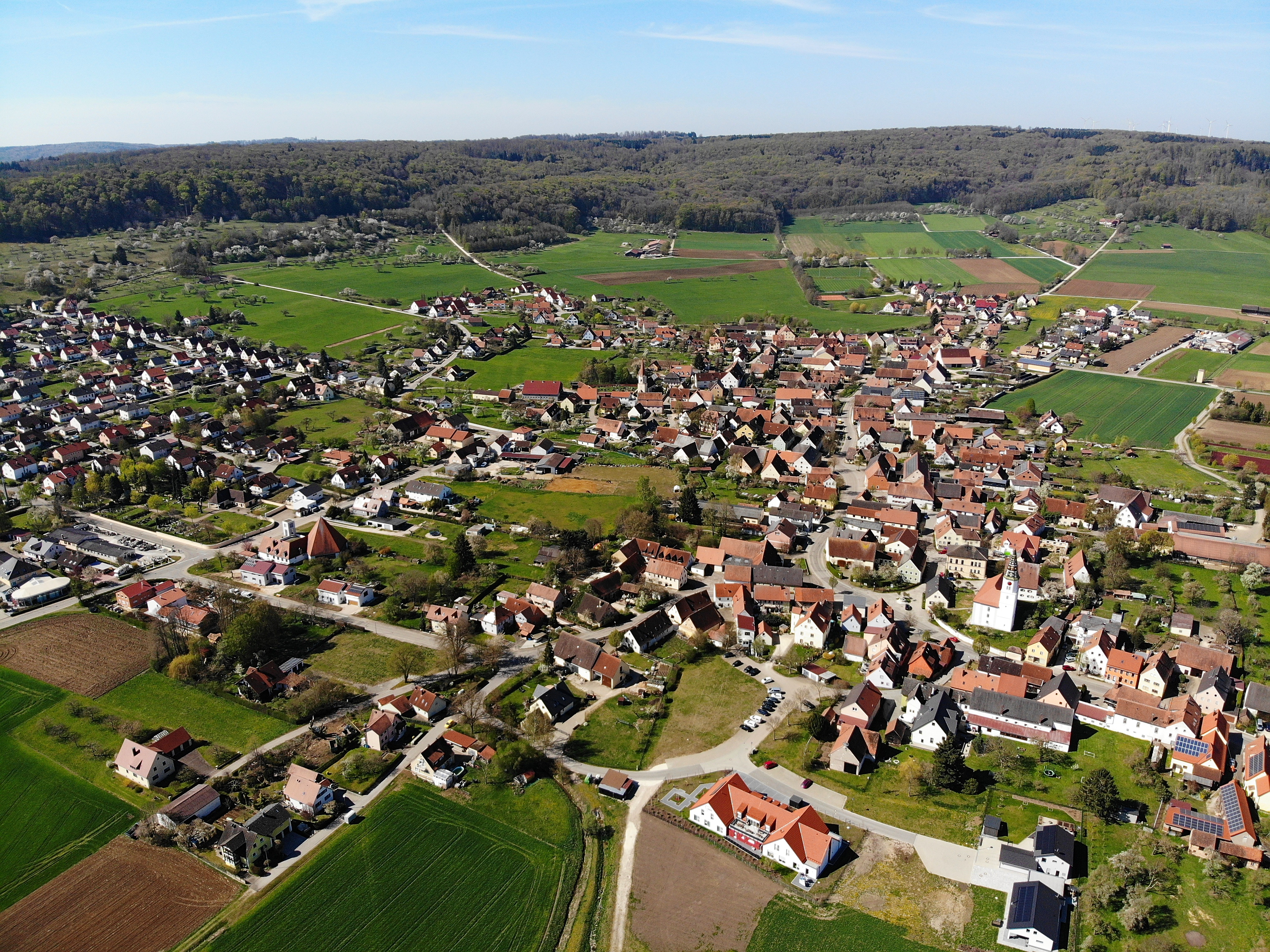
マルクト・ベロルツハイム中心部

## 地理

### 位置
この町はアルトミュール川上流のアルトミュールタールに位置する。フレンキシェ・アルプの一部であるハーネンカムの麓にあたり、海抜約 420 - 500 m である。この地域は西ミッテルフランケン地方に含まれており、「アルトミュールフランケン」とも呼ばれる。町の中心部の西側近くにベロルツハイムの森がある。町内の最も高い山はゲマインデベルク（約 625 m）である。町内を州道2230号線と鉄道トロイヒトリンゲン - ヴュルツブルク線が通っている。マルクト・ベロルツハイム近郊の森の中には多くの水源があり、ベロルツハイマー・ミュールバッハ川となる。この他の町内を流れる川にフォルデラー・グラーベン川がある。この川は、東の町境をなすアルトミュール川に流れ込む。近隣の都市にはトロイヒトリンゲン、ヴァイセンブルク・イン・バイエルン、グンツェンハウゼンがある。グロースホルツ集落は行政上、アレスハイムのレンゲンフェルト集落は教会組織上マルクト・ベロルツハイムに属している。町の南にブーフライテ自然保護区があり、マルクト・ベロルツハイムの南西に位置するフネンシュタインはジオトープに指定されている。

### 隣接する市町村
マルクト・ベロルツハイムは、北東はアレスハイム、南はトロイヒトリンゲン、西はハイデンハイム、北西はマインハイムと境を接している。

### 自治体の構成
この町は2つのゲマインデタイル（小集落）で構成されている。
- グロースホルツ
- マルクト・ベロルツハイム

ゲマルクング（伝統的な地籍区分）はマルクト・ベロルツハイムだけである。マルクト・ベロルツハイムはヴァイセンブルク＝グンツェンハウゼン郡で最も少ないゲマインデタイルからなる。

### 地質学
町域は、アルトミュールアルプの一部であるハーネンカムの辺縁部にあたる。高地では、石灰岩（ヴァイサー・ジュラ）、砂岩（ブラウナー・ジュラ）、ローム（シュヴァルツァー・ジュラ）と変遷する。

### 気候
マルクト・ベロルツハイムの気候は穏やかな中低山地気候である。最も日照時間が長いのは6月と7月で、最も降水量が少ないのは3月である。年間降水量は平均 650-800 mm で、冬季には約35日降雪がある。年間平均気温は 7.8℃である。

## 歴史

### 18世紀まで
人の生活の最初の痕跡は紀元前1万年の頃にまで遡る。最初の固定された集落は紀元前3800年頃である。
トラヤヌス帝の治世、ここにラエティア属州のローマ人居住地が形成された。シュタインハウスエッカー農場にローマのヴィラがあった。6世紀には、以前から存在していたベンツィングという集落の北、村の小川の対岸に Berol(t)sheim という別の集落が形成された。ここはおそらく Berolt あるいは Berolf という名前のフランク人のジッペ指導者の本拠地であった。この新しい集落の名前は、時代とともに古い集落に対しても用いられるようになった。8世紀、カール大帝の時代には、この地域はズアラフェルトガウに属した。おそらく11世紀にはすでにアイヒシュテット司教区に属す2つの教会区が設けられ、宗教改革の時代以降は福音主義ルター派に転じた。1129年以後 Peroluesheim という地名表記が現れ、1167年には Berolteshaim と記述された。
11世紀以降、この村には3つの貴族の館（城）があった。森の外れ、おそらくローマ時代の基礎壁の上に建てられたゴッペルトのシュタインハウスは、3つの城の中で最初に倒壊したものであるが、1326年に「強く防御を固めた水城」と記述されている城であると推定されている。ベロルツハイム城、後のウンテーレス・シュロス（直訳: 下の城館）は、「おそらく8世紀から9世紀にかつてのケルト＝ローマの聖域に建てられた聖ミヒャエル礼拝堂（現在の教区教会）」の向かいにあった。1183年に献堂され、1352年に聖バルトロメウス教会として教区教会となる聖マリエン礼拝堂の近くにはオーベーレス・シュロス（直訳: 上の城館）があった。地元の貴族「フォン・ベロルツハイム」を名乗る人物として、1129年にタゲーノ、1167年にハインリヒ、1212年にマルクヴァルト、1326年と1344年にヴィリングという名前が記録されている。1332年からフリック家が登場し、その後断絶して1370年にレンタースハイム家が現れる。1574年にヴォルフガング2世フォン・パッペンハイムがオーベーレス・シュロスを獲得した。ウンテーレス・シュロスは、1311年にトルーエンディンゲン家、ザラハ家、1332年にホルツィング家、1477年にエムゼン家、1572年にパッペンハイム家が所有し、1667年にアンスバッハ辺境伯の所有となった。領主権は、中世には多くの集落がそうであったように、大変細かく分かれていた。1491年の土地台帳には、ベロルツハイムにはアウハウゼン修道院の所領もあったことが記されている。
この町は1574年に皇帝から紋章の使用特許状を授与されたのだが、そこにはベロルツハイムを「フレッケン」（一部の特権を認められた比較的大きな町を意味する）と記述している。これが市場町であったことを意味しているかどうかは定かでない。三十年戦争では、この町はロートリンゲン軍によって荒らされ、焼き払われた。さらにその7年後には皇帝＝バイエルン軍によって焼き討ちの脅迫を受け、5軒の家屋が残っただけであった。オーベーレ・キルヒェ（直訳: 上の教会）の内陣塔も戦争の犠牲となった。この塔は1688年の長堂拡張と同時に再建された。
1667年にバイエルン＝アンスバッハ辺境伯がパッペンハイムの遺産からこの町を購入し、ここに地方行政役場を設けた。代官所の役人は領主の行政執行権とともに下級裁判権を有していた。上級裁判は1797年までオーバーアムト・ホーエントリューディンゲンが管轄した。ベロルツハイムにおけるアイヒシュテットの所領については、聖堂参事会のプラインフェルト階級庁が管轄した。1783年に大火があり、125軒の建物のうち40軒だけが焼け残った。しかし1754年に施行されていたアンスバッハの火災保険制度により「スマートな再建」が可能であった。1758年から1760年にウンテーレ・キルヒェ（直訳: 下の教会）のロングハウス (教会)が辺境伯様式で建て替えられた。1797年にオーバーアムト・ホーエントリューディンゲンが、従ってベロルツハイムの行政役場がヴァッサートリューディンゲン郡の財務・司法局に再編された際、ベロルツハイムは2つの司法書記室の1つを保持した。

### 19世紀から20世紀
ベロルツハイムは1806年にバイエルン王国領となった。1808年には2家族が住む孤立集落グロースホルツとともに徴税区を形成し、1809年にムニツィパールゲマインデ（独立した町村）、1818年にはハイデンハイム地方裁判区（当時は業績機関も兼ねた）の市場町となった。1809年には143の番地があり（家屋は125軒）、1824年には166軒の建物があり966人が住んでいた。1835年にヴィンディシュハウゼン集落が、オーベーレ教会区から分離され独立した教区となった。マルクト・ベロルツハイムの2つの教会区は、元々はヘヒリンゲン/ディッテンハイム/ハイデンハイム監督区に属していたが、1925年からは福音主義ルター派パッペンハイム監督区に属している。1920年からこの町は名称をマルクト・ベロルツハイムとした。1950年には223軒の建物があり、1,495人が住んでいた。

## 住民

### 宗教

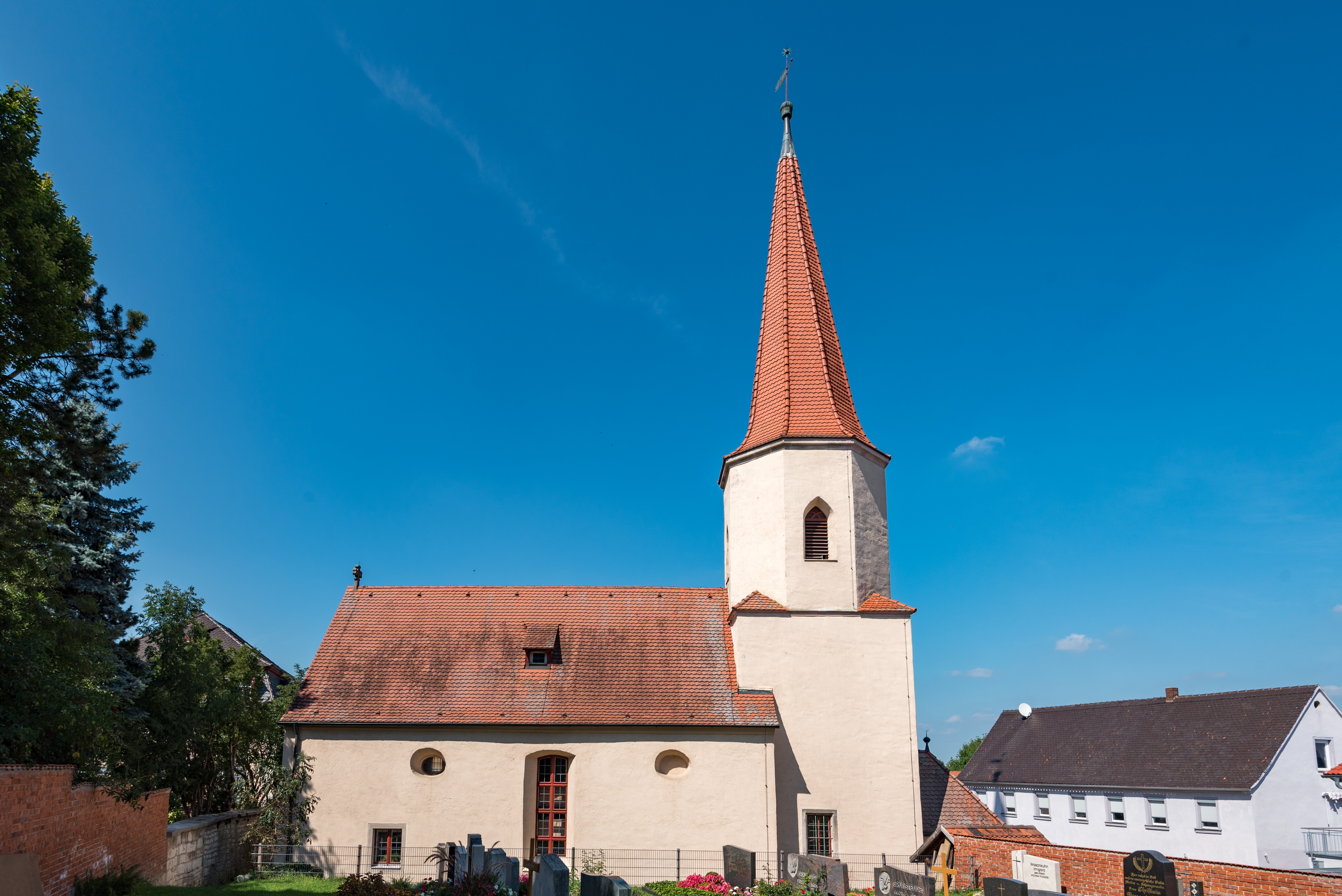
聖マリア教会

住民の大多数が福音主義の信者であり、カトリック信者は少数派である。
- 福音主義教会は2つの教会組織に分けられる。聖マリア教会（オーベーレ・キルヒェ）と聖ミヒャエル教会（ウンテーレ・キルヒェ）である。両者は1941年から共同の教会区を形成しているが、別々の教会役員を立てている。この教会区には、アルトミューレ川の対岸に位置するレンゲンフェルト小集落も含まれる。礼拝は2つの教会で交互に行われ、公的には聖マリア教会の教会開基祭だけを行っている。
- カトリックの、トロイヒトリンゲンのマリア被昇天教会区の司祭区教会である聖ヘドヴィヒ教会は、第二次世界大戦後に、ズデーテン地方を中心とする旧ドイツ東部領土からの難民流入により創設された。本堂と分離した鐘楼を持つ等辺五角形の平面を有するこの教会は、インゴルシュタットの建築家ヨーゼフ・エルフィンガーの作品で、1961年に建設された。内部はマックス・ヴェンドルのガラスモザイク「温かい光に包まれるように」で装飾されている[29]。
- マルクト・ベロルツハイムには、17世紀（記録上の初出は1631年）から1938年までユダヤ教会が存在した。19世紀前半には一時期、人口の 20 % がイスラエルの宗教を信仰していた（1812年の人口898人中174人がユダヤ系住民であった）。1933年の時点でも65人のユダヤ人が住んでいた。シナゴーグは1938年11月のポグロム（水晶の夜）で焼失した。最後まで残った24人のユダヤ人は逮捕され、追放された。シナゴーグの場所には現在、かつてのユダヤ人コミュニティの記念碑が建てられている。ベロルツハイマーおよびベルリッツハイマーという名字を名乗るユダヤ人は、世界各地にこの町にユダヤ人が住んでいたことを印象づけている。ベルリッツ語学学校の創業者の祖先もマルクト・ベロルツハイム出身であった。

### 人口推移
1809年、この村には912人の住民が家を構えていた。1933年には人口は1,063人になっていた。その後、1938年のポグロムで約100人のユダヤ人がいなくなり、戦後は旧ドイツ東部領土から難民が流入した。この町は1950年までに人口1,500人に成長し、その後1,150人にまで減少した。新しい住宅地が整備され人口は約1,350人にまで回復した。トロイヒトリンゲン、グンツェンハウゼン、ヴァイセンブルクの3都市から移住してくる人も増えている。

## 行政

### 議会
マルクト・ベロルツハイムの町議会は12議席で構成されている。

### 首長
フリッツ・ヘルナー（同盟90/緑の党）は、2008年1月の町長選挙でマルクト・ベロルツハイムの町長に選出された。前任のヘルマン・バウアー (CSU) は2008年5月1日に職を譲り、その後選挙に出馬していない。
第二次世界大戦後の町長を列記する。
- 1945年: クリスティアン・ハーク（アメリカ軍事政府による指名）
- 1945年 - 1948年: カール・ゼイスライン（アメリカ軍事政府による指名）
- 1948年 - 1978年: ルートヴィヒ・ライヒャルト
- 1978年 - 2008年: ヘルマン・バウアー

### 行政共同体
この町はマインハイムに本部を置くアルトミュールタール行政共同体に加盟している。

### 紋章
図柄: 青地と銀地に上下二分割。上部は銀色のヴェア。下部は赤い舌を出し、赤い首輪をして向かって左に向かって歩く黒い熊。
紋章の由来: ヴェアは、マルクト・ベロルツハイムが中世に属していたパッペンハイム市に由来する。熊は、この町の町名の由来となった貴族家ベロルト家に由来する。

## 文化と見所

### 建築

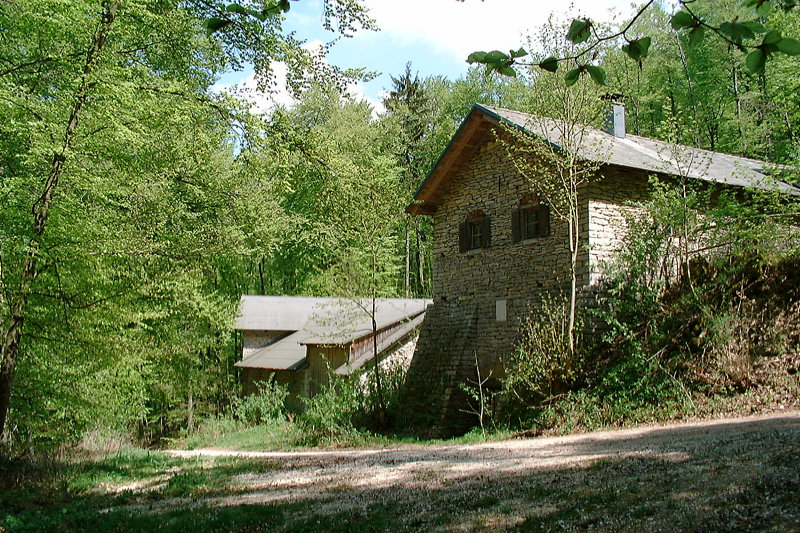
森のビール倉庫

教会や戦没者記念碑の他にベロルツハイムの森のビール倉庫が見応えのある建物の一つである。1850年に建てられたこの建物は、21世紀になって改築されて、現在は農業従事者や林業従事者の収穫や用具の保管庫として用いられている。

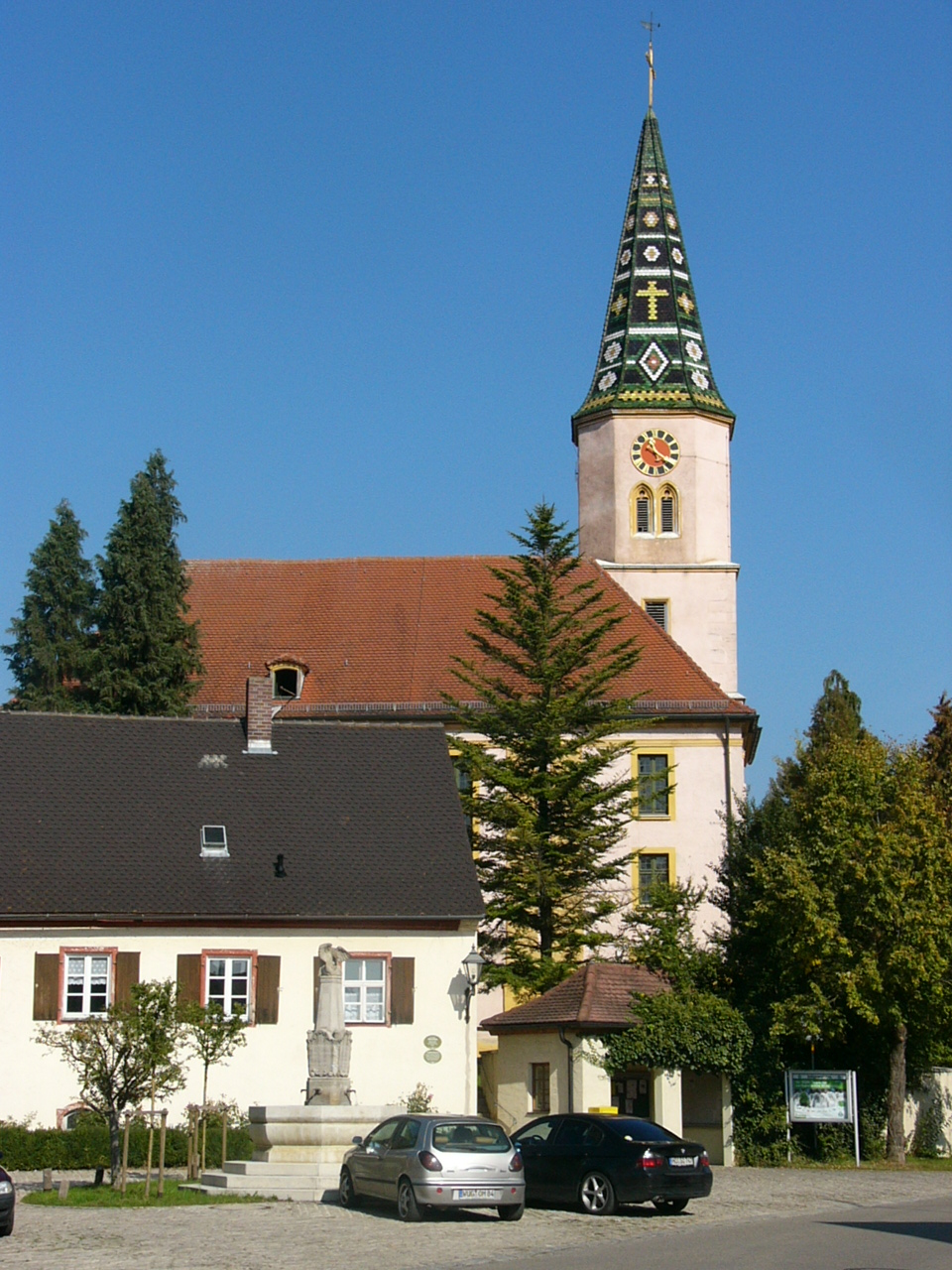
聖ミヒャエル教会

宗教改革以後の福音主義教会の教会堂建設については明かでない。すでに1186年に教会堂の改修に関する報告文書が存在するのだが、これが聖マリア教会であるのか聖ミヒャエル教会であるのかは定かでない。
- 聖マリア教会: 1329年にオーベーレス・シュロスの礼拝堂として文献に記録されており（このため習慣的にオーベーレ・キルヒェと呼ばれている）、郡内で最も古い教会の一つである。1352年から教区教会とされている。元々は、この地域の典型的な様式である短い四角形の塔に祭壇室を設けて比較的小さな長堂をつけたコールトゥルムキルヒェ（直訳: 内陣塔教会）であった。このユニークな建物は三十年戦争で1632年に破壊され、その後の工事で失われた。現在この教会は高い尖頭屋根を戴いており、そこにチョウゲンボウが巣を作っている。塔の先端には象の形をした風見鶏（風見象）が取り付けられている。最初の福音主義の牧師は1528年に確認できる[33]。1688年にまず塔が、その後長堂が再建された[34]。1751年の激しい嵐で尖頭がはぎ取られ、4年後に修復された。1916年には塔に落雷があり、屋根の骨組みが焼けた。この教会には、1436年、1673年、1925年に鋳造された鐘がある。2つの古い鐘は第二次世界大戦で鋳つぶされそうになった。しかし戦後ハンブルクで再発見され、教会は信者の喜びとしてこれを返還してもらった。現在墓地の中央に建つこの教会は、アンスバッハのプロテスタント様式（辺境伯様式）の典型的な代表例である。
- 聖ミヒャエル教会: 1344年に最初の記録が遺されており、聖マリア教会と同様の教会堂であった。アイヒシュテットの聖堂参事会が贈与権を有していた。オーベーレ・キルヒェに次いで聖ミヒャエル教会も1571年に福音主義に転じた。1758年にこの教会の長堂の一部が取り壊され、アンスバッハの宮廷建築家ヨハン・ダーフィト・シュタイングルーバーによって新たに造られた。塔は1777年の落雷以後何度も改築され、最後は1838年であった。1715年鋳造の鐘は第一次世界大戦で鋳つぶされ、現在塔の中には5つの鐘が吊り下げられている。これらは、1702年、1926年、1973年、1982年に鋳造されたものであるが、もう1つの5番目の鐘が最も古く、塔の建築当時のものである。
- 聖ヘドヴィヒ教会: 旧ドイツ東部領土からの多くの戦後難民を背景に、クラート・シュナイトがカトリック教会の建設を呼びかけ、1962年の第2アドヴェントの日曜日に完成した。この教会は1984年に隣の納屋の爆発によって損傷した。この教会の建築様式は新時代に建設された教会堂にふさわしいものである。建築家はインゴルシュタットのヨーゼフ・エルフィンガーである。この教会はマルクト・ベロルツハイムとトロイヒトリンゲン＝ヴェッテルスハイムのカトリック信者のための共同教会である[35]。

### 自然文化財
町域内には5つの自然文化財があり、3箇所の自然保護区がある。
- 高台に位置するブーフライテ地区は1994年にミッテルフランケンで48件目の自然保護区に登録された。広さは約30ヘクタールである。ハーネンカムやアルトミュールタール自然公園に典型的な北斜面に果樹園、放牧地、羊の群がいる野原などが点在している。ここには、自然文化財の一つである樹齢約300年の5本のシナノキ「ジーベン・リンデン」もある。
- トロンメッツハイム（アレスハイム）との町境沿いにアルトミュールフォイヒトヴィーゼン（アルトミュール湿地）がある。アルトミュール川の古い川筋にあたるこの湿地は、マルクト・ベロルツハイム町内にある。
- ゲッペルト天然林保護区は、広さ約40ヘクタールの広葉混交林で、いくつかの湧き水がある。
- 集落を囲むシナノキ。樹齢は90年から150年である。
- 「フネンシュタイネ」ユーラエベーネの旧採石場近くにある。これはおそらくネルトリンガー・リースの隕石衝突によって生成された角礫岩である。元々は2つの石があったが、倒れた石は何者かによって取り除かれた。

### 年中行事
毎年8月の第3週末に教会開基祭が開催される。これはフランケン地方の典型的な祭である。

## 経済と社会資本
この市場町は、ミッテルフランケン行政管区のリージョン8に属しており、経済的な小中心地となっている。近隣の町には商店がなく、わずかな産業地域があるだけだが、この町にはいくつかの企業や商店がある。

### 交通
- 道路: 州道2230号トロイヒトリンゲン - グンツェンハウゼン線に接続しており、市町村接続道がトロンメッツハイムやグロースホルツに向かっている。
- 鉄道: グンツェンハウゼン - トロイヒトリンゲン線の駅は1869年10月2日に開業した。1978年まではローカル列車の停車駅であったが廃止され、1982年から取り壊され、なくなった。
- バス路線: 鉄道交通の停止後、バス路線グンツェンハウゼン - トロイヒトリンゲン線、現在の VGN-バス路線が運行している。VGN-ヴァイセンブルク - マルクト・ベロルツハイム線も運行している。
- 町の東を広域自転車道アルトミュールタールラートヴェークが通っている。

### 教育
- マルクト・ベロルツハイム中等学校: マルクト・ベロルツハイム＝ディッテンハイム学校連合[37]
- 聖マリア/聖ミヒャエル福音主義教会が町の援助を受けて運営している幼稚園[38]。

## 関連図書
- Sieglinde Buchner (1997). “Benzing und Bratting oder die Frühgeschichte von Markt Berolzheim”. Alt-Gunzenhausen. Beiträge zur Geschichte der Stadt und Umgebung 52:  39–48.
- Johann Kaspar Bundschuh (1799). “Berolsheim”. Geographisches Statistisch-Topographisches Lexikon von Franken. Band 1: A–Ei. Ulm: Verlag der Stettinischen Buchhandlung. pp. 365–366 2022年5月14日閲覧。
- Carl Carben (1929). Gemeinde Markt-Berolzheim. ed. Beiträge zur Ortsgeschichte von Markt-Berolzheim. Gunzenhausen
- Hanns Hubert Hofmann (1960). “Gunzenhausen-Weißenburg”. Historischer Atlas von Bayern, Teil Franken. Reihe I, Heft 8. München: Komm. für Bayerische Landesgeschichte
- Georg Paul Hönn (1747). “Beroldsheim”. Lexicon Topographicum des Fränkischen Craises. Frankfurt und Leipzig: Johann Georg Lochner. p. 317 2022年5月14日閲覧。
- Wilhelm Kraft (1934), “Markt Berolzheim. Was uns der Name des Ortes lehrt”, Gunzenhauser Heimat-Bote Band IV (33 und 34)
- Reinhard Kufeld: Die Evang.-Luth. Kirchen St. Michael und St. Maria in Markt Berolzheim. Markt Berolzheim: Evang.-Luth. Pfarramt. (1998)
- D. Schattenmann (1936). “Die Frühgeschichte Markt Berolzheims”. Alt-Gunzenhausen. Beiträge zur Geschichte der Stadt und Umgebung 13:  28–33.
- Johann Schrenk; Karl Friedrich Zink (2008). “Markt Berolzheim”. GottesHäuser. Kirchenführer Landkreis Weißenburg-Gunzenhausen. Treuchtlingen/Berlin: wek-Verlag. pp. 125–128
- Heimatverein, ed (1998). Markt Berolzheim – Aus Vergangenheit und Gegenwart. Die Fortschreibung der Carl Carben-Chronik
- Pleikard Joseph Stumpf (1853). “Beroldsheim”. Bayern: ein geographisch-statistisch-historisches Handbuch des Königreiches; für das bayerische Volk. München: Zweiter Theil.. pp. 725–726 2022年5月14日閲覧。